# Iwana Kobayashi
Iwana Kobayashi (jap. 小林 岩魚, Kobayashi Iwana; * 17. Oktober 1996 in Kōfu, Präfektur Yamanashi) ist ein japanischer Fußballspieler.

## Karriere
Iwana Kobayashi erlernte das Fußballspielen in der Jugendmannschaft von Ventforet Kofu sowie in der Universitätsmannschaft der Senshū-Universität. Seinen ersten Vertrag unterschrieb er 2019 bei seinem Jugendverein Ventforet Kofu. Der Verein aus Kōfu spielte in der zweiten japanischen Liga, der J2 League. Sein Zweitligadebüt gab er am 19. August 2020 im Heimspiel gegen den Ehime FC. Hier wurde er in der 77. Minute für Hideyuki Nozawa eingewechselt.